# Madonna di Stalingrado
La Madonna di Stalingrado è un disegno del militare tedesco Kurt Reuber fatto nel Natale 1942 a Stalingrado (ora Volgograd, Russia), durante la omonima battaglia. Egli era sottotenente medico e pastore protestante.
Il disegno ha le dimensioni di 90×120 cm, ed è stato fatto a carboncino sul retro di una carta militare. Maria è raffigurata avvolta in uno scialle mentre stringe a sé il Bambin Gesù. A destra sono scritte le parole: Licht, Leben, Liebe ("Luce, vita, amore"); a sinistra Weihnachten im Kessel 1942 ("Natale nel calderone 1942"), e sotto Festung Stalingrad ("Fortezza di Stalingrado"). Kessel ("Calderone"), è il termine tedesco per indicare un'area accerchiata da altre truppe (ossia una sacca). Reuber mise il disegno nel suo bunker a disposizione dei soldati.
La Madonna fu portata in Germania da un ufficiale gravemente ferito con uno degli ultimi voli che lasciarono l'accerchiamento. Reuber invece fu fatto prigioniero dai russi dopo la resa della VI armata. Durante la prigionia nel Natale 1943 disegnò per il giornale del campo un'altra Madonna che chiamò Madonna dei prigionieri. Morì nel campo di prigionia di Elabuga il 20 gennaio 1944.
Scrisse comunque molte lettere alla famiglia, e alla famiglia fu consegnata la Madonna.
I tre figli di Reuber la donarono in seguito alla Kaiser-Wilhelm-Gedächtniskirche a Berlino ove fu esposta con solenne cerimonia nell'agosto 1983.